# Hohenfurt
Hohenfurt, auch Hohenfurth, ist eine Wüstung auf der Ortsflur der Gemeinde Löbnitz im Landkreis Nordsachsen im Freistaat Sachsen.

## Beschreibung
Der Ort lag im nördlichen Teil der Gemarkung der heutigen Gemeinde Löbnitz zwischen der alten und dem jetzigen Verlauf der Mulde. Auf älteren Messtischblättern findet sich dort noch die Eintragung Hohenfurt für ein Wiesenstück. Ansonsten fanden sich bislang keinerlei Hinweise auf das Vorhandensein dieser Wüstung.